# Станкович, Воислав
Во́ислав Ста́нкович (серб. Војислав Станковић; 22 сентября 1987, Вране, СФРЮ) — сербский футболист, защитник клуба «Телеоптик». Выступал за сборную Сербии.

## Карьера

### Клубная
Воспитанник «Динамо» из Вране. Играл за команду до 2008 года, выступая в молодёжном первенстве, затем перешёл в стан ОФК из Белграда и провёл в его составе 25 встреч. Играет за «гробарей» с 2009 года.
В матче четвёртого квалификационного раунда лиги чемпионов 2010/11 против «Андерлехта» вышел на замену на 82-й минуте, а в серии пенальти реализовал свой 11-метровый удар, что принесло победу сербам и выход в групповой этап.
2 февраля 2015 года перешёл в азербайджанский «Интер», подписав контракт на 2 года.
С июля 2019 года — игрок бакинского «Нефтчи».
В августе 2024 года клуб «Телеоптик» подписал контракт со Станковичем.

### В сборной
Сыграл единственный матч за сборную против команды Японии в апреле 2010 года.

## Стиль игры
Может играть как левого, так и центрального защитника. Рабочая нога — левая.

## Достижения
«Партизан»
- Чемпион Сербии (2): 2011/12, 2012/13
- Серебряный призёр чемпионата Сербии: 2013/14

«Интер» (Баку)
- Серебряный призёр чемпионата Азербайджана: 2014/15

«Габала»
- Серебряный призёр чемпионата Азербайджана (2): 2016/17, 2017/18
- Бронзовый призёр чемпионата Азербайджана: 2015/16